# تومان لغاری
تومان لغاری (به انگلیسی: Tuman Leghari) یک شهرک در پاکستان است که در ناحیه دیره غازی خان واقع شده‌است.